# Centralnoaravački jezici
Centralnoaravački jezici, središnja skupina aravačkih jezika kojima govori nekoliko plemena u unutrašnjosti Brazila, u državi Mato Grosso. 
Sastoji se od (6) jezika, od kojih se jedan govorio u Boliviji, i izumro je. Predstavnici su: enawené-nawé ili salumã [unk], 320 (2000 ISA); mehináku [mmh], 200 (2002 ISA); parecís ili haliti [pab], 1.290 (1999 ISA); saraveca [sar] (Bolivija), †; waurá ili uaura (wauja, aura) [wau], 330 (2001 ISA); yawalapití ili jaulapiti [yaw], 7 (2005 Vogel).

## Vanjske poveznice
- Ethnologue (14th)
- Ethnologue (15th)